# 狂気
狂気（きょうき）とは、常軌を逸脱した精神状態を表す普通名詞であるが、多分に使う側の恣意的レッテルに使われる側面もある。その概念は歴史的に多くの方法で使われた。今日、一般に異常な犯罪などの文脈においてその用語に遭遇する。ただし狂気の心理的表れと、犯罪行為の因果関係については学者の間でも議論が分かれる。確立した規準からの逸脱を行うことは、正の効果と同じように見なされるかもしれない。この場合の「狂気である」事実は、大胆に慣習にとらわれない様子などに対し、何らかの判断主体による相対的な評価を指す。
ミシェル・フーコーは狂気を単に文化的逸脱とみなさず、狂気はその文化をポジティブに表現すると主張した（『狂気の歴史』参照）。キリスト教やイスラームも見方によっては狂気とみなされるが、実際には大衆による逸脱行為は宗教という形で文化的に許容される。ただし、一般において「狂気の」何かは、極めて異常で愚かな何かと受け取られる。それらの行動は通常に容認された社会規準から強く逸れる。

## 司法における狂気
法律・刑事裁判ではしばしば容疑者または被告の「心神耗弱」、「心神喪失」の有無が争点になり、精神鑑定が行われることがある。人格が制御できる状態にあるかどうかで責任問題が起こるためである。また少年法にも関係し、この場合は正常な判断を下せる年齢かどうかが焦点になるが、実際には精神的成長には個人差があり、どこかで線引きするのはそもそも無理がある。ただ、法としては画一的な基準を定めなければ運用しづらい事情があるのも確かである。
日本において社会的に注目を集めたのは、1989年の東京・埼玉連続幼女誘拐殺人事件である。被告の「ねずみ男」などの発言に解離性同一性障害の疑いがあると見られ話題になった。1997年に発生した神戸連続児童殺傷事件では「透明な存在」「酒鬼薔薇聖斗」などのフレーズ、軽い解離性障害も見られ激しい話題が交わされ、その奇妙さから一部では冤罪説も飛び交った。2001年に発生した附属池田小事件では、精神分裂病（現:統合失調症）という診断を悪用(いわゆる詐病の一種)していたことが判明している。